# Ford Thunderbird
O Thunderbird é um automóvel esportivo de porte grande da Ford. O veículo foi lançado em outubro de 1954, além do clássico de dois lugares, foram fabricadas versões roadsters, conversíveis, de capota rígida, quatro portas e sedãs. Ao todo, foram produzidas 4,2 milhões de unidades.

## NASCAR

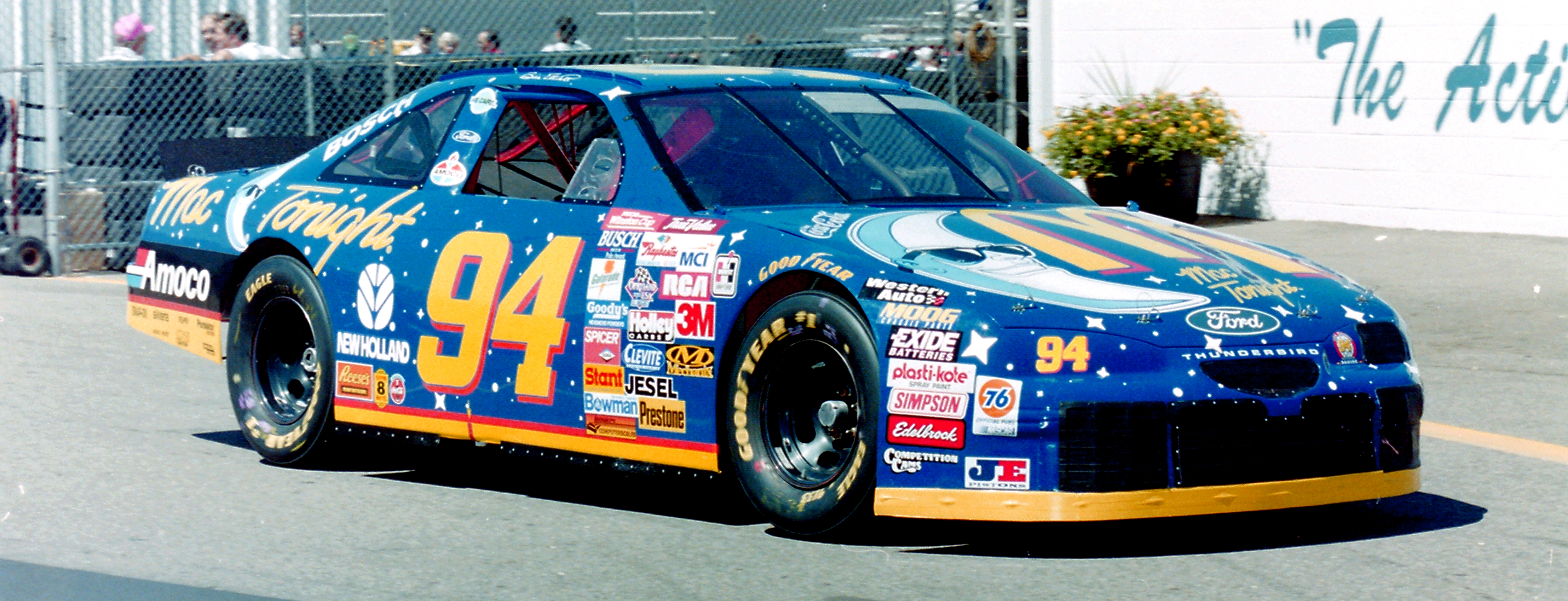
Thunderbird de Bill Elliott na NASCAR em 1997.

O Thunderbird tem uma longa tradição na NASCAR, sendo o primeiro carro a representar a Ford na categoria no ano de sua fundação em 1959, durante a década de 1960 o carro fez aparições esporádicas na categoria (o Ford Torino era mais usado), o modelo foi amplamente usado durante as décadas de 1970 até a década de 1990 até o ano de 1998 quando foram substituídos pelo Ford Taurus, exceto em 1981 quando foi usado outro modelo.

## Galeria
- Primeira geração (1955-1957)
- Segunda geração (1958-1960)
- Terceira geração (1961-1963)
- Quarta geração (1964-1966)
- Quinta geração (1967-1971)
- Sexta geração (1972-1976)
- Sétima geração (1977-1979)
- Oitava geração (1980-1982)
- Nona geração (1983-1988)
- Décima geração (1989-1997)
- Décima primeira geração (2002-2005)